# Winnie Lightner
Pour les articles homonymes, voir Lightner.
Winnie Lightner est une actrice américaine née le 17 septembre 1899 à Greenport (État de New York), et morte le 5 mars 1971 à Sherman Oaks (Californie). Elle fut une star de la Warner Bros. Pictures au début des années 1930, s'illustrant particulièrement dans des films musicaux.
Elle fut mariée au réalisateur Roy Del Ruth de 1934 jusqu'à sa mort. Le couple aura un fils unique, Thomas Del Ruth (né en 1942), qui devint chef opérateur.

## Filmographie
- 1929 : Gold Diggers of Broadway de Roy Del Ruth : Mabel
- 1929 : The Show of Shows de John G. Adolfi : (chansons "Pingo Pongo" / "Singing in the Bathtub")
- 1930 : She Couldn't Say No de Lloyd Bacon : Winnie Harper
- 1930 : Hold Everything de Roy Del Ruth : Toots Breen
- 1930 : Charivari (The Life of the Party) de Roy Del Ruth : Flo
- 1931 : Sit Tight de Lloyd Bacon : Doctor Winnie O'Neil
- 1931 : Gold Dust Gertie de Lloyd Bacon : Gertrude 'Gertie' Dale
- 1931 : Side Show de Roy Del Ruth : Pat
- 1931 : Manhattan Parade de Lloyd Bacon : Doris Roberts
- 1932 : Play Girl de Ray Enright : Georgine Hicks
- 1933 : She Had to Say Yes de George Amy et Busby Berkeley : Maizee
- 1933 : Le Tourbillon de la danse de Robert Z. Leonard : Rosette LaRue
- 1934 : I'll Fix It de Roy William Neill : Elizabeth